# Bộ Diện (面)
Bộ Diện, bộ thứ 176 có nghĩa là "mặt" là 1 trong 11 bộ có 9 nét trong số 214 bộ thủ Khang Hy.
Trong Từ điển Khang Hy có 66 chữ (trong số hơn 40.000) được tìm thấy chứa bộ này.

## Tự hình Bộ Diện (面)

Giáp cốt văn
Tiểu triện

## Chữ thuộc Bộ Diện (面)
| Số nét bổ sung | Chữ               |
| -------------- | ----------------- |
| 0              | 面/diện/ 靣/diện/ |
| 5              | 靤/bạo/           |
| 6              | 靥/yếp/           |
| 7              | 靦/điến/          |
| 12             | 靧/hối/           |
| 14             | 靨/yếp/           |